# Kongregation der Adeligen Dienerinnen Mariens
Die Kongregation der Adeligen Dienerinnen Mariens wurde von Henriette Adelaide, Kurfürstin von Bayern, am 10. März 1663 errichtet, zu Beginn mit 30 Mitgliedern. Die Adeligen Dienerinnen Mariens sind eine Gebetsgemeinschaft mit heute ca. 130 Mitgliedern. Sie versucht, in der Nachfolge der Muttergottes zu leben. Die Gemeinschaft sieht das Gebet für Priester und Kirche als ihre Hauptaufgabe. Auch unterstützt sie bedürftige Menschen. 
Die Priorin der Kongregation ist heute Prinzessin Theresa von Bayern, Erzherzogin von Österreich. 
Der Sitz der Kongregation ist die Theatinerkirche in München, die zur Zeit der Gründung der Kongregation der Adeligen Dienerinnen Mariens gerade in Planung war. Der Kirchenbau geht ebenfalls auf die Initiative Henriette Adelaides zurück. Die Grundsteinlegung erfolgte am 29. April 1663, wenige Wochen nach der Gründung der Kongregation.
Die Adeligen Dienerinnen Mariens treffen sich monatlich zu Gebet, Heiliger Messe und diversen Vorträgen.